# Phyllostomus elongatus
Phyllostomus elongatus é uma espécie de morcego da família Phyllostomidae. Pode ser encontrada na Colômbia, Venezuela, Guiana, Suriname, Guiana Francesa, Brasil, Equador, Peru e Bolívia.